# Bernarda Fink
Bernarda Fink (ur. 29 sierpnia 1955 w Buenos Aires) – argentyńska mezzosopranistka pochodzenia słoweńskiego. Urodzona w Buenos Aires, studiowała w tym mieście w „Instituto Superior de Arte del Teatro Colón”. Zdobyła pierwszą nagrodę w konkursie Nuevas Voces Líricas w roku 1985 i przeniosła się do Europy. Mieszka w południowej Austrii i jest żoną austriackiego dyplomaty, Valentina Inzko.
Bernarda Fink występowała z wiodącymi orkiestrami, wliczając w to Orkiestry Filharmoników Wiedeńskich i Londyńskich, Orkiestrę Lipskiego Gewandhausu, Orkiestrę Radia Francuskiego, Orchestre National de France, Akademie für Alte Musik Berlin, English Baroque Players,Freiburger Barockorchester, I Solisti Veneti, Les Musiciens du Louvre, Musica Antiqua Köln. Współpracowała z wieloma znanymi dyrygentami: René Jacobs, Philippe Herreweghe, John Eliot Gardiner, Nikolaus Harnoncourt, Trevor Pinnock, Neville Marriner, Marc Minkowski, Roger Norrington, Mariss Jansons, Walerij Giergijew, Colin Davis, and Riccardo Muti.
Występowała w teatrach operowych i na festiwalach w takich miastach jak Genewa, Praga, Montpellier, Salzburg, Barcelona, Innsbruck, Rennes, Buenos Aires, Amsterdam, Wiedeń, Tokio, Montreux, Londyn (BBC Proms festivals), Paryż (w Théâtre des Champs Élysées), Nowy Jork (Carnegie Hall), Sydney.
Nagrywa dla wytwórni Harmonia Mundi i Hyperion Records.